# Yuto Suzuki
Yuto Suzuki (鈴木 雄斗 Suzuki Yūto?, Isogo-ku, Yokohama, Kanagawa, 7 de diciembre de 1993) es un futbolista japonés que juega como centrocampista en el Shonan Bellmare de la J1 League.

## Trayectoria

### Clubes
| Club                            | País  | Año       |
| ------------------------------- | ----- | --------- |
| Mito HollyHock                  | Japón | 2012-2015 |
| Montedio Yamagata               | Japón | 2016-2017 |
| Kawasaki Frontale               | Japón | 2018-2020 |
| Gamba Osaka (cedido)            | Japón | 2019      |
| Matsumoto Yamaga F. C. (cedido) | Japón | 2020      |
| Júbilo Iwata                    | Japón | 2021-2023 |
| Shonan Bellmare                 | Japón | 2024-     |

## Palmarés

### Títulos nacionales
| Título             | Club              | País  | Año  |
| ------------------ | ----------------- | ----- | ---- |
| J1 League          | Kawasaki Frontale | Japón | 2018 |
| Supercopa de Japón | Kawasaki Frontale | Japón | 2019 |